# Лакадивско море
Лакадивско море или Лакшадвип море је водена површина између Индије, Шри Ланке и Малдива. Налази се западно од индијске савезне државе Керала. Ово топло море има стабилну температура воде током године и веома богат и разноврстан живи свет.

## Границе и простирање
Међународна хидрографска организација дефинише границе Лакадивског мора на следећи начин: 
- На западу од Садашивгада на западној обали Индије, до острва Кора Див, преко Малдивског архипелага па све до острва Сину.
- На југу од рта Дондра на острву Шри Ланка до најјужније тачке острва Сину.
- На истоку граница иде дуж обала Индије и Шри Ланке. На североистоку границу представља корални гребен Адамов мост (између Индије и Шри Ланке).[1]

## Хидролошке одлике
Температура воде је релативно константна током године, са просеком од 26-28°C у лето и 25°C зими. Салинитет је 34 ‰ у средишњем и северном делу и до 35,5 ‰ на југу. Обале су пешчане, а дубљи делови прекривени су муљем. Постоје бројни корални гребени у мору, као што су острва Лакшадвип, који су сачињени од атола и садрже 105 различитих врста корала.

## Флора и фауна
Са око 3.600 различитих врста биљака и животиња, залив Манар који је саставни део Лакадивског мора представља једну од најбогатијих ризница биолошких врста на свету. Од овог броја, 44 врсте су под заштитом, 117 представљају корале, постоји 79 врста љускара, 108 сунђера, 260 мекушаца, 441 врста рибе, 147 врста морске траве и 17 врста мангрова.